# Aeroportul Arxan Yi'ershi
Aeroportul Arxan Yi'ershi (IATA: YIE, ICAO: ZBES) este un aeroport din Tianchi⁠(d), Arxan⁠(d), Hinggan League⁠(d), Mongolia Interioară, Republica Populară Chineză ce deservește zona Arxan⁠(d). Aeroportul a fost tranzitat în 2022 de 20.527 de pasageri. A fost deschis în 28 august 2011 și numit după zona deservită.
aeroportul dispune de o singură pistă.